# Cerro Tinte
El cerro Tinte es una montaña de la Cordillera de los Andes, que se encuentra en el extremo oeste de la frontera entre Bolivia y Argentina, en el departamento de Potosí en Bolivia. Su cumbre alcanza los 5 849 m snm. La montaña es de origen volcánico. El cerro Tinte forma parte de un cordón montañoso que sirve de frontera entre Bolivia y Argentina, al cual pertenecen los cerros La Ramada, Bayo, Panizos, Limitajo, Vilama, Brajma y Zapaleri.
El cerro Tinte se encuentra en una cuenca hidrográfica endorreica, caracterizada por varias lagunas tanto en Argentina como en Bolivia.